# Bataille de La Fontaine du Cresson
Période intermédiaire post-Deuxième croisade
Batailles
- Montgisard
- Marj Ayoun
- Kerak
- Cresson
- Hattin
- Jérusalem
- Tyr

La bataille de La Fontaine du Cresson est un affrontement militaire qui a eu lieu le 1er mai 1187. C'est une défaite largement due à « l'orgueil insensé du maître du Temple Gérard de Ridefort, qui estimait combattre l'ennemi, fût-on un contre cinquante, Roger de Moulins, maître des Hospitaliers, trouva une mort héroïque, avec la plupart de ses compagnons. »

## Contexte
Après la mort, à Saint-Jean-d'Acre, du jeune roi Baudouin de Montferrat, âgé de huit ans, le régent Raymond de Tripoli n'est pas reconnu, le trône échoit à Guy de Lusignan, nouvel époux de Sibylle, la sœur du roi Baudouin le Lépreux, à mi-septembre 1186. Le patriarche de Jérusalem, par reconnaissance pour la reine Agnès, mère de Sibylle, et les Templiers, par haine du comte de Tripoli, soutiennent Sibylle et Guy de Lusignan, les Hospitaliers, Raymond de Tripoli:93. Il fallut, pour assurer la sécurité de la cérémonie de couronnement fermer les portes de Jérusalem. À cette nouvelle, les barons firent cause commune avec Raymond de Tripoli qui, menacé par Guy de Lusignan, appela Saladin à son secours:94.
À la fin de 1186, Renaud de Châtillon, seigneur d'Outre-Jourdain et de Montréal, brise la trêve en vigueur depuis près de six ans entre Francs et musulmans en attaquant une caravane qui se rend du Caire à Damas et dans laquelle se trouvait la sœur de Saladin:94.
Devant le danger, les barons rassemblés par Guy de Lusignan le 27 mars 1187 exigent comme préalable une réconciliation entre Guy de Lusignan et Raymond de Tripoli, le plus expérimenté de tout le royaume. Les deux grands maîtres, Gérard de Ridefort et Roger de Moulins, Josse archevêque de Tyr, Balian d'Ibelin et Renaud de Sidon furent chargés de cette réconciliation et de se rendre à Tibériade auprès du comte de Tripoli:95.

## Bataille
Ne pouvant laisser cet affront impuni, Saladin réunit un peu plus de 12 000 soldats à Damas, puis dès le mois de mars assiège la citadelle de Kerak puis le krak de Montréal, avant de se diriger vers Baniyas près de Tibériade.
Les grands maîtres templier et hospitalier se mirent en route dès le 29 avril, accompagnés de quelques chevaliers, pour satisfaire à leur mission. Ils devaient être rejoint plus tard par Josse, Balian d'Ibelin et Renaud Granier. Pendant ce même temps, Raymond de Tripoli avait autorisé l'incursion de 7 000 hommes de Saladin sur le territoire de Tibériade avec l'obligation de revenir à la nuit tombée:95. Raymond prévient aussitôt les grands maîtres de son accord. Quand Gérard de Ridefort apprend la nouvelle, il mobilisa les chevaliers du Temple qui se trouvaient dans la forteresse de Qaqun et celle d'Afula. Ils atteignent Nazareth le 1er mai et avec une force d'environ 140 chevaliers, Gérard de Ridefort engage les troupes musulmanes, mais ils sont pris entre deux feux, 4 000 hommes dans la vallée, à La Fontaine du Cresson, et 3 000 autres qui campaient à Kefr Kenna. Ce fut un véritable massacre, les chevaliers furent taillés en pièces. Roger de Moulins fut tué, percé de flèches et d'un coup de lance dans la poitrine. Le sénéchal Urs d'Alneto, le maréchal Robert Fraisnel ainsi que Jacques de Mailly et 60 chevaliers furent également tués. Seuls Gérard de Ridefort avec deux chevaliers templiers et cinq frères de l’Hôpital échappèrent à la mort.

## Conséquences
À la suite de ce désastre, Raymond de Tripoli met ses forces à la disposition de Guy de Lusignan. Le 24 juin, les Chrétiens sont prêts. Ils ont réuni une grande armée constituée de 2 000 chevaliers (dont 1 200 chevaliers Templiers et Hospitaliers commandés par Gérard de Ridefort et par le grand précepteur de l'Hospital Guillaume Borrel remplaçant Roger de Moulins) et 13 000 fantassins. Ils sont soutenus par 40 000 mercenaires, en majorité des musulmans, dont 2 500 cavaliers et 7 000 fantassins payés et armés par les Templiers et les Hospitaliers. En face, de nouvelles troupes ont rejoint Saladin, qui aligne une force de plus de 30 000 soldats. Cela va déboucher sur la défaite de la bataille de Hattin,.

## Localisation
La localisation de la bataille a longtemps posé un problème historique. Les historiens ont longuement débattu. Les chroniqueurs de l'époque (par exemple La chronique d'Ernoul) situent La Fontaine de Cresson au nord-est de Nazareth à l'écart de la route de Saint-Jean-d'Acre à Tibériade. Les travaux modernes des historiens sont plus en accord avec les sources d'Ayn Bayin ou d'Ayn ad-Daya coulant au pied du mont Thabor.